# Tinea charmatica
Tinea charmatica is een vlinder uit de familie van de echte motten (Tineidae). De wetenschappelijke naam van de soort werd in 1911 gepubliceerd door Edward Meyrick.